# والیو
والیو (فنلاندی: Valio) شرکت صنایع غذایی فنلاندی است، که در سال ۱۹۰۵ تأسیس شد.